# 独岛鲍曼氏菌
独岛鲍曼氏菌（学名：Bowmanella dokdonensis）是鲍曼氏菌属的下属物种。此物种是一种革兰氏阴性、好氧、运动性、过氧化氢酶阳性、氧化酶阳性、不形成孢子且嗜温的杆状细菌。此物种用鞭毛或细胞附属物运动。此物种最早从韩国独岛的海水中分离出来。